# 愤怒的香蕉
憤怒的香蕉（1985年5月16日—），本名曾登科，男，湖南衡陽人，中國大陸網路作家，湖南省網絡作家協會副主席。著有《異域求生日記》、《隱殺》、《異化》、《赘婿》等小說
而《贅婿》已被改编为同名网络剧播出。。

## 争论事件
2021年1月，有网络文学女作者在微博上吐槽，她与一男、一女两位同行拼车前往聚会，结果多次遭遇男性同行含有性暗示的言语骚扰，并对当时在场起哄男士进行了不点名的指责。她指，默认这种男权氛围的所有人，“都是垃圾”。有评论指出，女作者的指责“本身就不针对个人，而是针对整个网络文学行业结构性问题的批评”。但许多网络文学男作者认为，这种指责对其他男作者不公平，因为该女作者拒绝放出骚扰人士的真实身份，让其他作者遭受了无端的猜疑。女作者表示，“即使她说出名字，也会有人进而要求提供证据；即使她说出名字，也不能获得她应得的道歉；即使她说出名字，也会遭遇对方粉丝的人身攻击。”其中，愤怒的香蕉发表了四十多条微博指责该事件下扩大化的行为，指责女作者“控诉者不说名字”，是“所谓的坏女权”、“恰女权饭”。最终，在网络文学圈压力下，该女作者捐款3万元，并向网友道歉，凭此证明自己不是“为流量炒作”。而网络文学圈之外、广泛的微博舆论场中，女作者获得了支持。愤怒的香蕉所谓歧视女性、不需要女性读者的言论被网友“翻出”。网友表示“尊重作者意愿，绝不看电视剧版《赘婿》”。2021年2月、《新京报》相关报道指，愤怒的香蕉“在早年一次采访中说道：‘我写《赘婿》的时候根本没考虑女读者啊，为什么某人会觉得我需要女读者？’”同一时期、新华网转引《羊城晚报》的报道则有不同，该报道指愤怒的香蕉曾表示“《赘婿》是男频爽文，基于此改编的网剧同样不需要女性观众。”
愤怒的香蕉的言论成为微博女性用户推动抵制他、罢看网剧《赘婿》的原因之一。在网剧制作方的要求之下，愤怒的香蕉发表长文声明永久退出微博，但在文中仍坚持自己观点，不向任何人道歉。2021年2月、《新京报》相关报道指“‘愤怒的香蕉坦言’在写作时并不考虑女读者，也许无可厚非。”同时，“网络小说《赘婿》可以不需要女性读者，也不考虑女性感受，但改编成电视剧后，它所面对的就是一个更为广大、且主要由女性组成的观众群体。”也有评论者认为，虽然网剧因愤怒的香蕉被抵制、制作方将他在片头“除名”，但经过改编的网剧与“与原著已经没多大关系了”。